# Pixia
Pixia é um editor gráfico gratuito para Microsoft Windows, criado por Isao Maruoka, da Tacmi Co. Ele foi desenvolvido originalmente para a comunidade de anime/mangá, mas provou ser útil para os mais diversos propósitos de arte.
Originalmente apenas em japonês, agora é disponível em alemão, chinês simplificado, chinês tradicional, coreano, espanhol, francês, húngaro, inglês, italiano e polonês. O programa suporta múltiplas camadas, efeitos de transparência, formatos de arquivos padrão. O formato padrão, usado pelo Pixia, é o .PXA.